# Lahoussoye
Lahoussoye (picardisch: Houssoée) ist eine nordfranzösische Gemeinde mit 449 Einwohnern (Stand 1. Januar 2022) im Département Somme in der Region Hauts-de-France. Die Gemeinde liegt im Kanton Corbie und ist Teil der Communauté de communes du Val de Somme.

## Geographie
Die Gemeinde liegt an der Départementsstraße D929 von Amiens nach Bapaume (deren neue Trasse sie nördlich umgeht) rund 4,5 km nördlich von Corbie auf den Anhöhen zwischen der Ancre und der Hallue.

## Geschichte
Der Ort wird im 13. Jahrhundert erstmals genannt. 
Während der Schlacht an der Hallue im Dezember 1870 war Lahoussoye Hauptquartier des Generals Louis Faidherbe. 
Während des Ersten Weltkriegs unterhielten die britischen Truppen hier einen Flugplatz.

## Einwohner
| 1962 | 1968 | 1975 | 1982 | 1990 | 1999 | 2006 | 2010 |
| ---- | ---- | ---- | ---- | ---- | ---- | ---- | ---- |
| 175  | 176  | 177  | 225  | 300  | 325  | 332  | 413  |

## Verwaltung
Bürgermeister (maire) ist seit 1995 Sylvain Brocvielle.

## Sehenswürdigkeiten
- Kirche Saint-Pierre-aux-Liens